# Unbehagen
Albums de Nina Hagen Band
Nina Hagen Band
(1978)
Singles
1. African Reggae
Sortie : 1979
2. Hermann hiess er
Sortie : 1980
3. Auf'm rummel
Sortie : 1980

Unbehagen est le deuxième et dernier album du Nina Hagen Band, avant que Nina Hagen continue sa carrière en solo. Il est sorti en décembre 1979 sur le label CBS Records et a été produit par le Nina Hagen Band, Tom Müller et Ralf Nowy.

## Historique
Unbehagen, que l'on peut traduire par « mal à l'aise », a été enregistré fin 1979 alors que les relations entre Nina Hagen et les membres du groupe s'étaient détériorées. Les musiciens n'appréciant pas que Nina se lance dans le cinéma et se produise sur scène avec l'artiste hollandais Herman Brood (la chanson Hermann hiess er lui est dédié). La musique et le chant de cet album ont été enregistrés à part, le groupe devant encore, par contrat, un album à leur label CBS records.
L'album sortira avec deux pochettes différentes. Une pochette grise avec simplement marqué Unbehagen et une autre représentant la diva avec des cheveux rouges sur un fond de crépuscule.
On y trouve une reprise de Lene Lovich, Wir leben immer noch (Lucky Number), que Nina a rencontrée sur le tournage du film Cha Cha. Le titre Wenn ich ein Junge wär a quant à lui été enregistré en public à Sarrebruck, en avril 1979.
Après la dissolution du Nina Hagen Band, sortira en 1980 un dernier maxi single (en édition limitée) comprenant un enregistrement inédit de My Way.
Unbehagen sera certifié disque d'or en Allemagne et double disque d'or en France.

## Liste des titres
| No | Titre                                                                        | Auteur                                       | Durée |
| -- | ---------------------------------------------------------------------------- | -------------------------------------------- | ----- |
| 1. | African Reggae                                                               | Nina Hagen, Reinhold Heil, Bernhard Potschka | 6:18  |
| 2. | Alptraum                                                                     | Hagen, Herwig Miteregger                     | 6:10  |
| 3. | Wir leben immer... noch (Lucky Number) (adaptation en allemand : Nina Hagen) | Lene Lovich, Les Chappell                    | 4:55  |
| 4. | Wenn ich ein Junge wär (Live version)                                        | Günter Loose, Heinz Buchholz                 | 2:16  |

Face 2
| No | Titre                       | Auteur                                     | Durée |
| -- | --------------------------- | ------------------------------------------ | ----- |
| 5. | Herrmann hiess er           | Hagen, Manfred Praeker                     | 6:36  |
| 6. | Auf'm Rummel                | Hagen, Potschka                            | 4:34  |
| 7. | Wau Wau                     | Hagen, Heil, Miteregger, Potschka, Praeker | 2:08  |
| 8. | Fall in Love mit mir        | Hagen, Heil, Miteregger, Potschka, Praeker | 3:47  |
| 9. | No Way (Titre instrumental) | Heil, Miteregger, Potschka, Praeker        | 1:05  |

## Musiciens
- Nina Hagen : chant
- Reinhold Heil : claviers, basson, chœurs
- Herwig Miteregger : batterie, percussion, chœurs
- Bernhard Potschka : guitares, chœurs
- Manfred Praeker : basse, guitare rythmique sur "No Way", chœurs

## Charts et certifications
| Pays             | Durée du classement | Meilleur classement |
| ---------------- | ------------------- | ------------------- |
| Allemagne        | 38 semaines         | 2e                  |
| Autriche         | 14 semaines         | 9e                  |
| France           | 44 semaines         | 3e                  |
| Norvège          | 12 semaines         | 10e                 |
| Nouvelle-Zélande | 2 semaines          | 40e                 |
| Pays-Bas         | 5 semaines          | 19e                 |
| Suède            | 6 semaines          | 8e                  |
| Suisse           | 5 semaines          | 2e                  |

| Pays      | Ventes    | Certification | Date |
| --------- | --------- | ------------- | ---- |
| Allemagne | 200 000+  | Or            | 1981 |
| France    | 100 000 + | Or            | 1980 |
| France    | 200 000 + | 2 × Or        | 1995 |

Charts single
| Année | Single         | Chart   | Durée du classement | Position |
| ----- | -------------- | ------- | ------------------- | -------- |
| 1980  | African Reggae | Top 100 | 10 semaines         | 27e      |